# 혈투 (영화)
《혈투》는 2011년에 개봉한 대한민국의 역사 영화로, 조선 광해군 11년을 배경으로 한다. 박훈정 감독의 데뷔작이다.

## 줄거리
광해군 11년, 만주족이 조선을 침략하자 조선군은 명나라를 도와 만주족에 맞서 싸우기로 결정한다. 만주 지역 한복판에서 간신히 살아남은 세 명의 조선 병사들은 만주군의 포위망에 갇히게 되고, 필사적인 혈투를 벌여야 하는 상황에 놓인다. 이들은 압도적인 적의 수에 맞서 생존을 위해 싸우며, 그 과정에서 처절한 전투와 고뇌를 겪게 된다.

## 캐스팅
- 박희순 : 헌명 역
- 진구 : 도영 역
- 고창석 : 두수 역
- 김갑수 : 노신 역
- 전국환 : 당수 역
- 최일화 : 도영 부 역
- 장희진 : 서현 역
- 이종수 : 조선군 부장 역
- 김형종 : 의금부 도사 역
- 최광락 : 청군전령 역
- 정영기 : 조선군 병졸 1 역
- 장인호 : 조선군 병졸 2 역
- 이정은 : 두수 처 역
- 고예원 : 두수 딸 역
- 김성범 : 두수아들 1 역
- 방병훈 : 두수아들 2 역
- 위서율 : 두수아들 3 역
- 최교식 : 아전 1 역
- 최영도 : 아전 2 역
- 유상재 : 척후부장 역
- 유성안 : 척후병 1 역
- 기세형 : 척후병 2 역
- 홍기준 : 청군 1 역
- 김영훈 : 청군 2 역
- 김길동 : 청군들 역
- 김용기 : 청군들 역
- 권혁석 : 청군들 역
- 송용호 : 청군들 역
- 조명행 : 청군들 역